# 圣若泽-达瓦尔吉尼亚
圣若泽-达瓦尔吉尼亚是巴西米纳斯吉拉斯州的一个市镇。总面积205.099平方公里，总人口3797人，人口密度18.5人/平方公里。